# Polyrhachis urania
Polyrhachis urania é uma espécie de formiga do gênero Polyrhachis, pertencente à subfamília Formicinae.